# Маркодеев, Павел Анисимович
Павел Анисимович Маркодеев (5 (17) марта 1878 — после 1921) — русский военный деятель, генерал-лейтенант Генерального штаба.

## Биография
Общее образование получил в Александровском Тюменском реальном училище. В службу вступил 24 июля 1895. Окончил Московское военное училище, 12 августа 1896 выпущен подпоручиком во Владивостокскую крепостную артиллерию. Поручик (12.08.1900). В 1904 году окончил Николаевскую академию Генерального штаба по 1-му разряду. Штабс-капитан (31.05.1904). Участвовал в русско-японской войне, награжден несколькими боевыми орденами.
Старший адъютант штаба 27-й пехотной дивизии (16.07.1905—25.03.1912). Капитан (2.04.1906). С 12 ноября 1906 по 12 ноября 1907 командовал ротой в 105-м Оренбургском пехотном полку, что было сочтено за двухгодичное цензовое командование. Подполковник (29.03.1909). Начальник штаба Осовецкой крепости (25.03—7.10.1912). Штаб-офицер для поручений при штабе 3-го армейского корпуса (7.10.1912—15.03.1915). Полковник (6.12.1912).
В ходе первой мировой войны был исполняющим должность начальника штаба 3-й Финляндской стрелковой бригады (15.03—3.11.1915), затем командиром 12-го Финляндского стрелкового полка (3.11.1915—22.09.1916). 22 сентября 1916 произведен в генерал-майоры (со старшинством 1.06.1916 за отличие). Командующий тем же полком (22.09.1916—1.02.1917). 1 февраля 1917 назначен начальником штаба 5-й Финляндской стрелковой дивизии, с переводом в Генеральный штаб. Начальник штаба 22-го армейского корпуса (29.04—12.05.1917). С 12 мая 1917 — начальник 3-й Финляндской стрелковой дивизии. Командующий 6-м армейским корпусом (9.09—12.1917).
С конца 1918 года находился в рядах Добровольческой армии, затем был в распоряжении штаба Главнокомандующего ВСЮР. Выполнял различные поручения, в том числе состоял членом Комиссии по пересмотру военных уставов, а также входил в состав военно-полевого суда при штабе Главнокомандующего. Эвакуировался из Крыма с армией генерала Врангеля в ноябре 1920. Эмигрировал в Королевство СХС.

## Награды
- орден Святой Анны 4-й ст. (1904)
- орден Святого Станислава 3-й ст. с мечами и бантом (1906)
- орден Святой Анны 3-й ст. с мечами и бантом (1906)
- орден Святого Станислава 2-й ст. с мечами (1907)
- орден Святой Анны 2-й ст. (1908; 8.02.1909)
- орден Святого Владимира 4-й ст. (1913; 6.06.1914)
- орден Святого Владимира 3-й ст. с мечами (27.11.1914)
- Высочайшее благоволение: (29.04.1915)
- мечи и бант к ордену Святого Владимира 4-й ст. (4.06.1915)
- орден Святого Георгия 4-й ст. (1.09.1915)
- орден Святого Станислава 1-й ст. с мечами (16.08.1917)